# Renault Modus
Renault Modus — субкомпактвэн французского автопроизводителя Renault. Серийное производство налажено в испанском городе Вальядолид. Modus спроектирован на платформе «B-Platform», которую используют также  Renault Symbol, Renault Logan (Dacia Logan), Nissan Micra, Nissan Note, Nissan Tiida.

## История
Modus впервые дебютировал на Женевском автосалоне 2004 года, и изначально предлагался как альтернативный вариант при покупке Renault Clio или даже Twingo, а также как конкурент Nissan Micra и Nissan Note. Производство автомобиля стартовало в Европе в августе 2004 года.
На российском рынке автомобиль появился в конце 2005 года, но перестал продаваться уже к 2007 году, так как не нашёл спроса в связи с завышенной ценой. По некоторым данным на территории Российской Федерации было реализовано около 60 автомобилей. Определить такой автомобиль возможно по строке TLRUSS на табличке на левой стойке двери.

### Modus Phase I
Первая модификация выпускалась с августа 2004 года по 2008 год. У автомобиля были два варианта исполнения бамперов: цельнокрашеный и с окраской наполовину (без выступающих накладок по сторонам бамперов, у переднего бампера не было монтажных мест для ПТФ). Отличительными особенностями 1-й фазы Modus были задняя дверь с дополнительной крышкой для доступа (не во всех комплектациях) и возможность приобретения специального аксессуара - багажника VeloFix для перевозки двух велосипедов. Багажник "VeloFix" монтировался в специальные пазы за задним бампером, а при необходимости доступа к багажнику легко откидывался вниз. В максимальной комплектации автомобиль имел ксеноновые фары с дополнительными модулями галогеновых ламп, которые были направлены в стороны и активировались при поворотах руля, благодаря датчику на рулевой рейке. В автомобилях было два исполнения заднего дивана: обыкновенный (при складывании сидушки поднимались в сторону передних кресел, спинки опускались на место сидушек) и передвижной диван "триптих" (изменял ширину сиденья, и двигался назад-вперед, имел 4 положения в салоне, изменяя размер багажного отделения от 198л до 360л; диван мог складывался и приставлялся к передним креслам, образуя достаточно большую плоскую почти квадратную грузовую платформу).
В 2007 году был небольшой фейслифтинг в результате которого Renault Modus сменил оранжевые указатели поворотов на прозрачные.

### Modus Phase II и Grand Modus
"Modus Phase II" был запущен в Европе в феврале 2008 года. С появлением новой версии вышла модификация Grand с увеличенной на 160 мм колесной базой. Изменения коснулись не только бамперов и оптики автомобиля, они также затронули переднюю подвеску (устанавливались другие стойки амортизаторов, опорные подшипники).
Modus и Grand Modus продолжали производиться до середины 2012 года.

## Гамма двигателей
Гамма бензиновых двигателей включает в себя четыре 16-клапанных двигателя: три атмосферных объемом 1.2, 1.4 и 1.6 л и мощностью соответственно 75, 98 и 111 л. с, один с турбонаддувом объемом 1.2 и мощностью 101 л.с. Так же есть и дизельные двигатели 1.5 dCi, мощностью 68 и 82 л.с.  У Megane II заимствована   5-ступенчатая механическая коробка передач, передаточные числа которой адаптированы к Modus, а с двигателями 1.6 л могла агрегироваться автоматическая коробка передач. С двигателями 1.2 и 1.5 л могла устанавливаться роботизированная коробка передач.
| Версия   | Рабочий объём | Клапанный механизм  | Максимальная мощность           | Макс. крут. момент   | Разгон 0-100 км/ч / Макс. скорость | Расход топлива (EU)  | Трансмиссия |
| -------- | ------------- | ------------------- | ------------------------------- | -------------------- | ---------------------------------- | -------------------- | ----------- |
| 1.2 16V  | 1149 см³      | 16-кл., DOHC        | 75 л.с. (55 кВт) / 5500 об/мин  | 105 Нм / 4250 об/мин | 13,5 с / 163 км/ч                  | 7,7/5,1/6,1 л/100 км | МКПП / РКПП |
| 1.2Т 16V | 1149 см³      | 16-кл., DOHC, Turbo | 101 л.с. (74 кВт) / 5500 об/мин | 145 Нм / 3000 об/мин | 11,2 с / 182 км/ч                  | 7,6/5/5,9 л/100 км   | МКПП        |
| 1.4 16V  | 1390 см³      | 16-кл., DOHC        | 98 л.с. (74 кВт) / 5700 об/мин  | 127 Нм / 4250 об/мин | 12,3 с / 177 км/ч                  | 8,7/5,6/6,7 л/100 км | МКПП        |
| 1.6 16V  | 1598 см³      | 16-кл., DOHC        | 111 л.с. (82 кВт) / 6000 об/мин | 151 Нм / 4250 об/мин | 11,4 с / 184 км/ч                  | 10,4/6,2/7 л/100 км  | МКПП / АКПП |
| 1.5 16V  | 1461 см³      | 8-кл. Дизель        | 68 л.с. (49 кВт) / 4000 об/мин  | 160 Нм / 1700 об/мин | 15,9 с / 156 км/ч                  | 5,6/4,2/4,7 л/100 км | МКПП        |
| 1.5 16V  | 1461 см³      | 8-кл. Дизель        | 82 л.с. (61 кВт) / 4000 об/мин  | 185 Нм / 2000 об/мин | 13,4 с / 168 км/ч                  | 5,2/4,1/4,5 л/100 км | МКПП / РКПП |
| 1.5 16V  | 1461 см³      | 8-кл. Дизель        | 105 л.с. (77 кВт) / 4000 об/мин | 240 Нм / 2000 об/мин | 11,2 с / 186 км/ч                  | 5,6/4,2/4,7 л/100 км | МКПП        |

### Безопасность
| Euro NCAP                                             | Euro NCAP | Euro NCAP | Euro NCAP |
| ----------------------------------------------------- | --------- | --------- | --------- |
| Рейтинги                                              | Пассажир  |           | 33        |
| Рейтинги                                              | Ребёнок   |           | 38        |
| Рейтинги                                              | Пешеход   |           | 6         |
| Протестированная модель: Renault Modus 1.5 dCi (2004) |           |           |           |

## Галерея
- Modus 2004-2007
- Modus 2004-2007-вид сзади (отчетливо видно дополнительную дверцу на задней двери)
- Modus 2008-2012
- Modus 2008-2012 вид сзади
- Grand Modus 2008-2012
- Grand Modus 2008-2012 вид сзади
- Grand Modus 2008-2012
- Grand Modus 2008-2012 вид сзади